# Deneuvre
Deneuvre település Franciaországban, Meurthe-et-Moselle megyében. Lakosainak száma 461 fő (2022. január 1.). Deneuvre Sainte-Barbe, Baccarat, Glonville, Lachapelle és Bazien községekkel határos.

## Népesség
A település népességének változása:
| Lakosok száma | 497  | 446  | 509  | 585  | 531  | 535  | 522  | 491  | 476  | 461  |
|               | 1968 | 1982 | 1990 | 2006 | 2013 | 2015 | 2017 | 2019 | 2020 | 2022 |